# دييغو جارا
دييغو جارا (بالإسبانية: Diego Jara)‏ هو لاعب كرة قدم أرجنتيني في مركز الهجوم، ولد في 4 أكتوبر 1983 في مدينة كونكورديا، انتري ريوس في الأرجنتين. لعب مع Atlético Venezuela C.F. ‏.